# Yutai nova - Viaggi astrali
Yutai nova - Viaggi astrali (ユウタイノヴァ?, Yutai nova) è un manga del 2007 scritto e disegnato da Shūzō Oshimi.

## Trama
Dopo essere stato scaricato dall'affascinante Hibino, il giovane Haru, studente universitario, ha avuto una specie di trauma; tuttavia, quando dorme, il ragazzo ha modo di compiere dei "viaggi astrali", ossia delle esperienze extra-corporee che gli permettono di vedere altri posti e persone. Grazie ai propri "viaggi", Haru scopre che Hibino era molto meno pura e gentile di quanto credeva, e ha modo di conoscere Mahoro, una ragazza che possiede il suo stesso dono.

## Manga
In Giappone l'opera è stata pubblicata in due volumi dalla Kōdansha, dal 6 settembre 2007 al 6 giugno 2008; con cadenza mensile, l'opera è stata successivamente ripubblicata dalla medesima casa editrice tra il 7 giugno e il 5 luglio 2013, in quest'ultimo caso con l'aggiunta di un capitolo finale scritto per l'occasione e nuove copertine. L'edizione italiana a cura di Panini Comics segue la seconda edizione giapponese.
| Nº | Data di prima pubblicazione    | Data di prima pubblicazione                                                       | Data di prima pubblicazione | Data di prima pubblicazione |
| Nº | Giapponese                     | Giapponese                                                                        | Italiano                    | Italiano                    |
| -- | ------------------------------ | --------------------------------------------------------------------------------- | --------------------------- | --------------------------- |
| 1  | 6 settembre 2007 7 giugno 2013 | ISBN 978-4-06-361596-8 (prima edizione) ISBN 978-4-06-382313-4 (seconda edizione) | 18 giugno 2020              | ISBN 978-8-89-129374-9      |
| 2  | 6 giugno 2008 5 luglio 2013    | ISBN 978-4-06-361681-1 (prima edizione) ISBN 978-4-06-382328-8 (seconda edizione) | 30 luglio 2020              | ISBN 978-8-89-129451-7      |